# Ernst Alexander Schmidt
Ernst Alexander Schmidt (* 25. Oktober 1801 in Magdeburg; † 20. Mai 1857 in Berlin) war ein deutscher Historiker. Sein Schwerpunkt war die Geschichte des Mittelalters und der Neuzeit.
Schmidt schloss sein Studium an der Berliner Universität 1824 mit der Dissertation De fontibus Conradi Salici eiusque temporis indole ab. Er habilitierte sich ebenda am 21. März 1827 und hielt anschließend historische Lehrveranstaltungen an der Königlichen Kadettenschule zu Berlin ab. Gleichzeitig war er als Privatdozent, später als außerordentlicher Professor an der Universität angestellt. 1851 trat er aus gesundheitlichen Gründen in den Ruhestand.
Seine bekanntesten Schriften sind: Geschichte Aragoniens im Mittelalter (Leipzig 1828), Geschichte von Frankreich (481 bis 1774) in vier Bänden (Hamburg 1835–1848) und Grundriß der Weltgeschichte für Gymnasien und andere höhere Lehranstalten und zum Selbstunterricht für Gebildete (Berlin 1835). Dieses Werk hatte von allen den größten Erfolg und wurde nach seinem Tode mehrmals neu aufgelegt, zuletzt 1864 in der achten Auflage.